# 穆尔 (瓦兹河谷省)
穆尔（法語：Mours，法語發音：[muʁ] ⓘ）是法国法兰西岛大区瓦兹河谷省的一个市镇，位于该省北部，属于蓬图瓦兹区。

## 地理
穆尔（49°8'1"N, 2°16'12"E）面积2.45 平方千米，位于法国法蘭西島大區瓦兹河谷省，该省份为法国北部内陆省份，北起瓦兹省，西接厄尔省，南至塞纳-圣但尼省、上塞纳省和伊夫林省，东临塞纳-马恩省。
与穆尔接壤的市镇（或旧市镇、城区）包括：佩尔桑、瓦兹河畔博蒙、瓦兹河畔香槟、利勒亚当、努万泰勒、普雷勒。

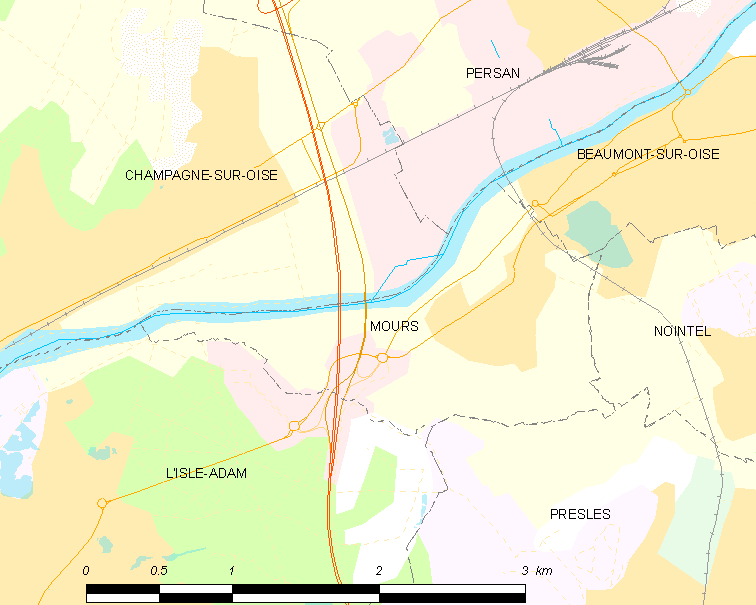
的OSM定位图

穆尔的时区为UTC+01:00、UTC+02:00（夏令时）。

## 行政
穆尔的邮政编码为95260，INSEE市镇编码为95436。

## 政治
穆尔所属的省级选区为利勒亚当县。

## 人口

1962-2008年间人口变化图示

穆尔于2022年1月1日时的人口数量为1680人。